# Jan Šolc
Jan Šolc (* 25. listopadu 1938 Praha) je občanský aktivista, bývalý vysokoškolský učitel a československý politik, po sametové revoluci poslanec Sněmovny národů Federálního shromáždění za Občanské fórum, později za Občanské hnutí, v 90. letech pracovník Kanceláře prezidenta republiky Václava Havla, spoluzakladatel Etického fóra České republiky.

## Život

### Život do Sametové revoluce

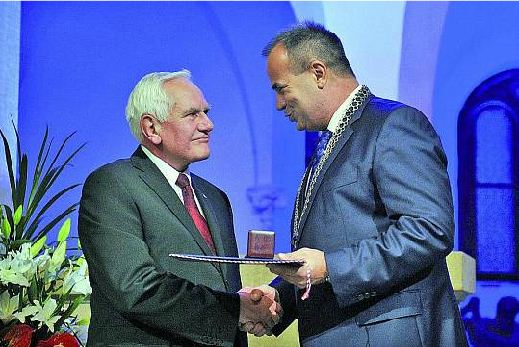
PhDr. Jan Šolc přebírá ocenění

V  květnu 1945 se s rodiči přestěhoval z Prahy do Liberce. V roce 1957 absolvoval 2. jedenáctiletou střední školu v Liberci. Z důvodu výrazně negativního postoje jeho otce vůči KSČ, nemohl Jan Šolc nastoupit ke studiu na vysokou školu. Během šedesátých let dálkově vystudoval obor čeština a pedagogika na Filozofické fakultě Univerzity Karlovy v Praze. Chtěl podpořit kurs Alexandera Dubčeka, a tak vstoupil do KSČ. V  dubnu 1969 však z důvodu, že se Dubček vrátil z Moskvy jako zlomený člověk, rozhodl stranickou legitimaci vrátit. Následoval třídní trest, prohlášení za antisovětský a antisocialistický živel, nedobrovolný odchod ze školství a dvacetiletá kariéra betonáře a montéra.
K roku 1989 se profesně uvádí jako stavební montér Bytprům Ostrava, bytem Liberec.

### Život po sametové revoluci
V listopadu 1989 byl částečně v Liberci a částečně v Praze. Stal se mluvčím Občanského fóra. 28. prosince 1989 zasedl v rámci procesu kooptací do Federálního shromáždění po sametové revoluci jako bezpartijní poslanec, respektive poslanec za OF, do české části Sněmovny národů (volební obvod č. 33 – Jablonec nad Nisou–Liberec, Severočeský kraj). Mandát za OF obhájil ve volbách roku 1990, přičemž v roce 1991 přešel po rozkladu Občanského fóra do poslaneckého klubu Občanského hnutí. Ve Federálním shromáždění setrval do voleb roku 1992. Stal se předsedou Branného podvýboru obou komor Federálního shromáždění.
V roce 1992 působil v parlamentu národů NATO. V letech 1996–1999 pracoval v Kanceláři prezidenta republiky Václava Havla jako ředitel odboru vnitřní politiky. Zároveň patřil do úzkého okruhu lidí, kteří prezidenta Václava Havla doprovázeli na různé události a byli mu k dispozici 24 hodin denně. V té době také spolupracoval s Masarykovým demokratickým hnutím (postavení pomníku TGM na Hradčanském náměstí, vybudování cesty pro pěší od nádraží v Lánech, podvečery aj.). 
Od založení do roku 2014 působil ve správní radě nadace Vize 97, v roce 1999 byl spoluzakladatelem Etického fóra České republiky. 28. října 2011 převzal Jan Šolc z rukou hejtmana libereckého kraje Stanislava Eichlera ocenění Osobnost libereckého kraje, udělované každý rok šesti významným osobnostem kraje za celoživotní práci a dílo, kterým podpořili dobré jméno kraje. Do února roku 2014 externě vyučoval etiku a rétoriku na Technické univerzitě v Liberci. Od  května 2009 do června 2012 připravoval pro rádio Dobrý den pořad Řeči pod věží, ve kterém předčítal svoje autorské fejetony týkající se nejen aktuálního dění v Liberci a ve světě, ale také vzpomínek na léta minulá. Je ženatý, má dva syny a šest vnoučat.

## Ocenění
- Čestné občanství města Liberce (19. března 2018)[6]
- Řád Tomáše Garrigua Masaryka II. třídy  (2023)[7]

## Knihy
- Jan Šolc: Řeči pod věží. Kalendář Liberecka, Liberec 2010.